# Cephaloziaceae
Cephaloziaceae, porodica jetrenjarki iz reda Jungermanniales. Postoji devedesetak priznatih vrsta unutar devet rodova. Ime je dobila po rodu Cephalozia.

## Rodovi
1. Genus Alobiella (Spruce) Schiffn.
2. Genus Alobiellopsis R.M. Schust.
3. genus: Anomoclada Spruce
4. Genus Cephalozia (Dumort.) Dumort.
5. genus: Cladomastigum Fulford
6. genus: Cladopodiella H. Buch
7. genus: *Cladopus (Spruce) Meyl., nom. illeg.
8. genus: Eucephalozia Spruce
9. Genus Fuscocephaloziopsis Fulford
10. Genus Haesselia Grolle & Gradst.
11. genus: Iwatsukia N. Kitag.
12. genus: Metahygrobiella R.M. Schust.
13. Genus Nowellia Mitt.
14. Genus Odontoschisma (Dumort.) Dumort.
15. genus: *Pleuroclada Spruce, nom. illeg.
16. genus: Pleurocladula Grolle
17. Genus Schiffneria Steph.
18. genus: Schofieldia J.D. Godfrey
19. genus: **Simia S.W. Arnell, nom. inval.
20. genus: *Sphagnoecetis Nees, nom. illeg.
21. Genus Trabacellula Fulford
22. genus: Trigonanthus Spruce